# Vingt-quatrième circonscription de Tokyo
La vingt-quatrième circonscription de Tokyo (東京都第24区, Tōkyō-to dai-nijū-yon-ku) est l'une des trente circonscriptions législatives que compte la préfecture métropolitaine de Tokyo.

## Description géographique
Entre 1994 et 2017, la vingt-quatrième circonscription de Tokyo correspondait à la ville de Hachiōji.
Depuis 2017, elle comprend la majeure partie de la ville,,.

## Députés
| Législature | Début de mandat | Fin de mandat | Député élu           | Parti politique | Parti politique |
| ----------- | --------------- | ------------- | -------------------- | --------------- | --------------- |
| 41e         | 1996            | 2000          | Tamon Kobayashi (ja) |                 | PLD             |
| 42e         | 2000            | 2003          | Yukihiko Akutsu (ja) |                 | PDJ             |
| 43e         | 2003            | 2005          | Kōichi Hagiuda       |                 | PLD             |
| 44e         | 2005            | 2009          | Kōichi Hagiuda       |                 | PLD             |
| 45e         | 2009            | 2012          | Yukihiko Akutsu      |                 | PDJ             |
| 46e         | 2012            | 2014          | Kōichi Hagiuda       |                 | PLD             |
| 47e         | 2014            | 2017          | Kōichi Hagiuda       |                 | PLD             |
| 48e         | 2017            | 2021          | Kōichi Hagiuda       |                 | PLD             |
| 49e         | 2021            | 2024          | Kōichi Hagiuda       |                 | PLD             |
| 50e         | 2024            | -             | Kōichi Hagiuda       |                 | SE              |